# Traktion (Schienenfahrzeug)
Traktion (von lateinisch trahere ‚schleppen, ziehen‘) oder Zugförderung bezeichnet bei Bahnen die Beförderung von Zügen oder Wagengruppen (Rangierfahrten).
Entsprechend dem Antriebssystem der Triebfahrzeuge unterscheidet man:
- Dampftraktion, siehe Dampflokomotive und Dampftriebwagen
- Dieseltraktion, siehe Diesellokomotive und Verbrennungstriebwagen
- Elektrische Traktion, siehe Elektrolokomotive und Elektrotriebwagen

Die gemeinsame Steuerung von mehreren Triebfahrzeugen von einem Führerstand aus bezeichnet man als Mehrfachtraktion, bei zwei Triebfahrzeugen auch als Doppeltraktion.
Die generelle Betriebs-Umstellung vor allem der Dampftraktion auf Diesel- oder Elektrotraktion bezeichnet man als Traktionsumstellung oder Traktionswandel.

## Gründe für die Wahl einer Traktionsart
Die elektrische Traktion per Oberleitung ist vor allem für stark belastete und lange Hauptstrecken und für Gebirgsstrecken vorteilhaft. Dieseltraktion oder elektrisch mit Akku eignet sich für den Rangierdienst und schwach belastete Strecken. Beim Einsatz auf S-Bahn-artigen Strecken oder generell bei häufigen Halten ist die elektrische Traktion aufgrund besserer Beschleunigung von Vorteil.
Die Verfügbarkeit von Rohstoffen gibt oft den Ausschlag bei der Wahl der Traktion. So wurde die Elektrifizierung des Schienenverkehrs in der Schweiz auch dadurch vorangebracht, dass es während der Weltkriege schwierig war, Kohle zu importieren, die Schweiz aber anstatt Kohlevorkommen viel heimische Wasserkraft hat. Die flexible Regelbarkeit der Leistung aus Wasserkraftwerken begünstigte den Aufbau des integralen Taktfahrplans in der Schweiz, da so der regelmäßige Bedarf an Spitzenlast durch die zur selben Zeit überall im Land abfahrenden elektrischen Züge beherrschbar wurde.
In der Deutschen Demokratischen Republik wurde aus ökonomischen und politischen Gründen eine wechselnde Traktionspolitik verfahren. Zunächst wurde in den 1950er Jahren die Elektrifizierung stark forciert, die dann in den mittleren Jahrzehnten des Bestehens der DDR fast gänzlich ins Stocken kam, da die Sowjetunion Rohöl unter Weltmarktpreis lieferte. Als die Sowjetunion im Zusammenhang mit weltpolitischen Ereignissen, die auch die Ölpreiskrise 1973 hervorbrachten, diese Lieferungen reduzierte, wurde das Tempo bei der Elektrifizierung wieder deutlich erhöht. Gleichzeitig wurde wo immer möglich Erdöl durch heimische Braunkohle substituiert, so auch beim Einsatz der Dampftraktion – regulär zuletzt 1988, im Plandampf bis nach dem Ende der Deutschen Reichsbahn.
In Eisenbahntunneln wird die elektrische Traktion bevorzugt, wenn die für die Elektrifizierung nötigen Investitionen im Vergleich zu den Kosten des Verbrennungsantriebs darstellbar sind. Bei ambitionierten, für intensive Nutzung ausgelegten Tunnel-Neubauten, wie Howard-Street-Tunnel 1895 und North River Tunnels 1910 in Nordamerika, bot die von Anfang an mitgeplante Elektrifizierung Vorteile.
Die örtlich anfallende Abwärme und Abgase von thermischen Antrieben wie Dampf oder Diesel können sich im Tunnel stauen. Es drohen gesundheitliche Gefahren sowie auch Schäden an der Lokomotive und der Bausubstanz. Diese Gefahren wie auch die Versorgung der Zugpersonale, Fahrgäste und der Verbrennungsmaschinen mit genügend Luftsauerstoff bedingen in langen Tunneln den Einsatz und die zielgerichtete Steuerung eines mechanischen Lüftungssystems, mindestens aber eine ingenieurstechnische Betrachtung des natürlichen Luftzugs.
Wegen der Nachteile gab und gibt es in Tunnels teilweise Dampflokverbot.
Wo in Industriebetrieben größere Mengen Prozessdampf anfallen, sind Dampfspeicherlokomotiven noch heute teilweise im Nischeneinsatz. Auch bei Explosionsgefahr wurden diese „feuerlosen“ Lokomotiven genutzt.